# 乌兰固木机场
乌兰固木机场是一座位于蒙古国西北部乌布苏省首府乌兰固木的机场。该机场位于乌兰固木西北方向13公里处。原乌兰固木机场位于乌兰固木城东南方向2公里处，有一条15/19方向，1900m×50m的草地跑道，2007年2月开始，在现址建设新机场，此后2009年时，拥有硬化跑道的新机场完工投入运营，原机场停止使用。

## 航空公司及航点
| 航空公司 | 目的地           |
| -------- | ---------------- |
| 蒙古航空 | 布尔干，乌兰巴托 |